# Brian Sandoval
Brian Edward Sandoval (nascido em 5 de agosto de 1963) é um político dos Estados Unidos. Foi o 29º governador de Nevada de 3 de janeiro de 2011 até 3 de janeiro de 2019. Sandoval é um ex-juiz do Tribunal Distrital dos Estados Unidos para o Distrito de Nevada e um político. Em junho de 2010, Sandoval venceu a primária republicana, ganhando a eleição geral em novembro de 2010.
Antes de seu serviço como um juiz federal, atuou como procurador-geral de Nevada, o mais jovem presidente da Comissão de Jogos de Nevada e foi legislador estadual. Sandoval foi também o primeiro hispânico a ser eleito para um cargo estadual em Nevada.

## Início de vida, educação e carreira
Sandoval nasceu em Redding, na Califórnia, e mora atualmente em Reno.
Sandoval se formou na Bishop Manogue High School no Reno em 1981, e frequentou a Universidade de Nevada, onde ele era um membro da Fraternidade Sigma Epsilon Alpha, e ganhou um Bacharel em Inglês e em economia em 1986. Em seguida, ele passou se formou em direito pela Ohio State University College of Law Moritz em 1989.
Após a conclusão da sua licenciatura em Direito, Sandoval tentou trabalhar em escritórios de advocacia em Nevada e Califórnia, e começou a trabalhar em um escritório de advocacia no Reno. Em 1999, Sandoval abriu seu próprio escritório de advocacia no Reno.
Sandoval concorreu pela primeira vez a um cargo eletivo em 1994, se elegendo membro da Assembleia de Nevada pelo 25º distrito, ocupando o cargo entre 1994 a 1998. Participou das comissões de Judiciário e Recursos Naturais, ajudando em 14 projetos que viraram lei.
Enquanto membro da assembleia, Sandoval também serviu à Comissão Legislativa, a Comissão Consultiva sobre a condenação, e a Comissão sobre a Justiça Juvenil. Conselho Consultivo da Notificação da Comunidade dos Delinquentes e do Comitê de Supervisão.
Em 1998, Sandoval foi nomeado para atuar como membro da Comissão de Jogos de Nevada, que supervisiona a indústria de jogos no Estado. No ano seguinte, com 35 anos de idade, Sandoval se tornou a pessoa mais jovem a atuar como presidente da comissão de jogos . Durante seu tempo na comissão, Sandoval lutou para bloquear apostas em eventos desportivos em faculdades, trabalhou na regulamentação que limita o jogo de bairro e trabalhava para a regulamentação que proíbe máquinas caça-níqueis com temas atraentes às crianças.
Sandoval é casado com Kathleen, com quem têm três filhos.

### Honrarias e prêmios
Ao longo de sua carreira, Sandoval recebeu vários prêmios e certificados, incluindo Os hispânicos na Política de 1996, o Anti-Difamação da Liga 2003, Advogado de 2004, e outros.

## Procurador de Nevada
Sandoval anunciou sua candidatura para suceder o democrata Frankie Sue Del Papa - que decidiu não tentar a reeleição - como procurador-geral do Nevada em 11 de outubro de 2001. Seu principal opositor foi o democrata John Hunt advogado de Las Vegas, que Sandoval derrotou por uma margem de 58,32% contra 33,63% em 5 de novembro de 2002. Sandoval assumiu o cargo em 6 de janeiro de 2003.
Como procurador-geral, Sandoval lutou contra o armazenamento de resíduos nucleares em Yucca Mountain.
Como Procurador-Geral, Sandoval foi também o presidente e um membro de diversos conselhos estaduais e comissões, incluindo os Conselhos de Perdões Judiciais, Prisões, Transporte; a Força-Tarefa de Delito Cibernético, a Comissão de Violência Doméstica e o Conselho Consultivo do Ministério Público. Ele também foi o presidente e um membro de diversos conselhos estaduais e comissões, incluindo os Conselhos de Perdões Judiciais, Prisões, Transporte, Força-Tarefa de Delito Cibernético.

### Histórico eleitoral
| Eleição para procurador de Nevada em 2002 | Eleição para procurador de Nevada em 2002 | Eleição para procurador de Nevada em 2002 | Eleição para procurador de Nevada em 2002 | Eleição para procurador de Nevada em 2002 | Eleição para procurador de Nevada em 2002 | Eleição para procurador de Nevada em 2002 |
| Partido                                   | Partido                                   | Candidato                                 | Votos                                     | %                                         | ±%                                        |                                           |
| ----------------------------------------- | ----------------------------------------- | ----------------------------------------- | ----------------------------------------- | ----------------------------------------- | ----------------------------------------- | ----------------------------------------- |
|                                           | Republicano                               | Brian Sandoval                            | 290.471                                   | 58,32%                                    |                                           |                                           |
|                                           | Democrata                                 | John Hunt                                 | 167.513                                   | 33,63%                                    |                                           |                                           |

| Eleição para governador de Nevada em 2010 | Eleição para governador de Nevada em 2010 | Eleição para governador de Nevada em 2010 | Eleição para governador de Nevada em 2010 | Eleição para governador de Nevada em 2010 | Eleição para governador de Nevada em 2010 | Eleição para governador de Nevada em 2010 |
| Partido                                   | Partido                                   | Candidato                                 | Votos                                     | %                                         | ±%                                        |                                           |
| ----------------------------------------- | ----------------------------------------- | ----------------------------------------- | ----------------------------------------- | ----------------------------------------- | ----------------------------------------- | ----------------------------------------- |
|                                           | Republicano                               | Brian Sandoval                            | 382.350                                   | 53,4%                                     |                                           |                                           |
|                                           | Democrata                                 | Rory Reid                                 | 298.170                                   | 41,6%                                     |                                           |                                           |

| Primária Republicana para governador de Nevada em 2010 | Primária Republicana para governador de Nevada em 2010 | Primária Republicana para governador de Nevada em 2010 | Primária Republicana para governador de Nevada em 2010 | Primária Republicana para governador de Nevada em 2010 | Primária Republicana para governador de Nevada em 2010 | Primária Republicana para governador de Nevada em 2010 |
| Partido                                                | Partido                                                | Candidato                                              | Votos                                                  | %                                                      | ±%                                                     |                                                        |
| ------------------------------------------------------ | ------------------------------------------------------ | ------------------------------------------------------ | ------------------------------------------------------ | ------------------------------------------------------ | ------------------------------------------------------ | ------------------------------------------------------ |
|                                                        | Republicano                                            | Brian Sandoval                                         | 97.201                                                 | 55,5%                                                  |                                                        |                                                        |
|                                                        | Republicano                                            | Jim Gibbons (incumbente)                               | 47.616                                                 | 27,2%                                                  |                                                        |                                                        |

## Juiz federal

### Nomeação e confirmação
No outono de 2004, o senador democrata Harry Reid falou com Sandoval sobre se ele estava interessado em servir como um juiz para o Tribunal Distrital dos Estados Unidos pelo Distrito de Nevada, e que dezembro Reid recomendado ao presidente George W. Bush que ele indicasse  andoval para a vaga aberta naquele tribunal. Sandoval foi formalmente nomeado pelo presidente George W. Bush em 1 de março de 2005, para o assento vago pelo juiz Howard D. McKibben.
Em 29 de setembro de 2005, o Comitê Judiciário do Senado realizou uma audiência de confirmação sobre a nomeação de Sandoval. Em 20 de outubro de 2005, o comitê Judiciário informou que a nomeação Sandoval não iria ser feita em uma votação oral. Sandoval foi confirmado com pelo Senado dos EUA em 24 de outubro de 2005, por uma votação de 89-0 (com 11 senadores que não votaram). Sandoval, em seguida, recebeu sua comissão judicial em 26 de outubro de 2005.

### Juizado
O juiz Sandoval anunciou sua renúncia ao cargo de Juiz do Tribunal Distrital dos Estados Unidos pelo Distrito de Nevada em 15 de agosto de 2009, para tornar-se efetiva a partir 15 de setembro de 2009. No mesmo dia, como sua renúncia tornou-se oficial, Sandoval anunciou que estava concorrendo para o governo.